# باقه-جت
باقه-جت (در عبری: באקה-ג'ת) نام شهری در استان حیفا است که جمعیت آن در سال ۲۰۰۶ ۳۱٬۶۰۰ نفر و مساحت آن ۱۶٫۳۹۲ کیلومتر مربع بوده است.